# Daniela Jentsch
Daniela Jentsch (2011–2016 Daniela Driendl, * 15. Januar 1982) ist eine deutsche Curlerin. Sie war mehrfach Skip der deutschen Frauen-Curling-Mannschaft und spielt für den CC Füssen.

## Karriere
Mit den deutschen Juniorinnen gewann Jentsch zwei Goldmedaillen (2001 und 2002). Im Jahr 2000 nahm sie an der Weltmeisterschaft im Team von Petra Tschetsch teil (als Third) und erreichte hierbei einen 6. Platz.
In den Jahren 2002 und 2004 spielte sie als Skip für die deutsche Mannschaft bei den Europameisterschaften und erreichte einen respektablen 7. bzw. 9. Platz. 2015 spielte Daniela Jentsch erneut für die deutsche Frauenmannschaft bei der Weltmeisterschaft in Japan. Die Mannschaft belegte Platz 9. Weitere Weltmeisterschaftsteilnahmen, jeweils als Skip der deutschen Mannschaft, folgten 2016, 2017 und 2018. Auf dieser Position führte sie das deutsche Team auch bei den Europameisterschaften 2015, 2016 und 2017. Auch bei der Europameisterschaft 2018 in Tallinn spielte sie als Skip der deutschen Mannschaft (Third: Emira Abbes, Second: Analena Jentsch, Lead: Klara-Hermine Fomm, Alternate: Lena Kapp). Nach der Round Robin lag sie auf dem vierten Platz. Im Halbfinale unterlagen die Deutschen der Schweizer Mannschaft um Skip Silvana Tirinzoni. Im Spiel um Platz 3 führte Jentsch ihre Mannschaft zum Sieg über Russland (Skip: Alina Kowaljowa) und gewann ihre erste Medaille.
Beim olympischen Qualifikationsturnier 2017 in Pilsen verpasste sie mit ihrem Team durch einen sechsten Platz die Teilnahme an den Olympischen Winterspielen 2018.

## Privatleben
Daniela Jentsch stammt aus einer Curler-Familie. Ihr Vater Roland Jentsch wurde 1991 als Skip der deutschen Mannschaft Europameister und ihre Mutter Christiane Jentsch ist Olympiasiegerin 1992 und Europameisterin von 1991.
Ihre Schwester Analena Jentsch spielt mit ihr im gleichen Team. Jentsch ist Sportsoldatin bei der Bundeswehr.
2008 ließ sie sich für ihren Traum, die Olympischen Winterspiele in Vancouver, nackt fotografieren.